# Говаїнгхат (упазіла)
Говайнгха́т (бенг. গোয়াইনঘাট, англ. Gowainghat) — одна з 11 упазіл зіли Сілхет регіону Сілхет Бангладеш, розташована на північному заході зіли.
Населення — 207 170 осіб (2008; 169 937 в 1991).

## Адміністративний поділ
До складу упазіли входять 8 вардів:
| Зіла            | Площа, км² | Населення, осіб (2008) |
| --------------- | ---------- | ---------------------- |
| Аліргаон        | -          | 33076                  |
| Ленгура         | -          | 27867                  |
| Нандіргаон      | -          | 17511                  |
| Пасчім-Джафлонг | -          | 29349                  |
| Пурба-Джафлонг  | -          | 36337                  |
| Рустампур       | -          | 29090                  |
| Товакул         | -          | 18406                  |
| Фатехпур        | -          | 15534                  |